# Guerra de la Galia Cisalpina
La Guerra celta en la Galia Cisalpina fue un conflicto librado entre 225 y 222 a. C., enfrentando a la República romana y las tribus celtas de los boyos, ínsubrios, tauriscos, cenomanos y gesatas (aliados con los vénetos, samnitas y etruscos). En Telamón y Clastidio los celtas sufrieron terribles derrotas y la capital de los ínsubrios, Mediolanium (Milán), fue conquistada. Los romanos procedieron en 218 a. C. a fundar las colonias de Placentia (Piacenza), Cremona y Mutina (Módena) e iniciaron la construcción de la Vía Flaminia.
Durante la segunda guerra púnica, ínsubrios y boyos se alzaron como aliados de Aníbal Barca. Una vez derrotada la amenaza cartaginesa en Zama (202 a. C.), la República reinició la guerra contra los celtas entre 200 a. C. y 191 a. C., centrándose primero en los ínsubrios y desde 194 a. C. en los boyos. Estos últimos fueron vencidos cuando cayó su capital, Bolonia, y la mayoría escapó a la actual Bohemia (latín Boiohaeum). Los que quedaron en el valle del Po fueron romanizados mediante la fundación de nuevas colonias.